# 阿姆特诺伊豪斯
阿姆特诺伊豪斯是德国下萨克森州的一个市镇。总面积237.24平方公里，在2021年总人口5074人。

## 地理
阿姆特诺伊豪斯地处北德平原的易北冰噬河谷（Elbe-Urstromtal），在易北河高地-文德兰自然公园（-{Naturpark Elbhöhen-Wendland
}-）以北，这一区域也整体处在下萨克森易北河谷生态区（Biosphärenreservat Niedersächsische Elbtalaue）以内。